# Dióni
Dióni är en ort i Grekland.   Den ligger i prefekturen Nomarchía Anatolikís Attikís och regionen Attika, i den sydöstra delen av landet, 20 km öster om huvudstaden Aten. Dióni ligger 160 meter över havet och antalet invånare är 2 111.
Terrängen runt Dióni är kuperad åt nordväst, men åt sydost är den platt. Runt Dióni är det ganska tätbefolkat, med 222 invånare per kvadratkilometer. Närmaste större samhälle är Aten, 19,6 km väster om Dióni. Trakten runt Dióni består till största delen av jordbruksmark.